# Вишняков, Евгений Петрович
Евгений Петрович Вишняков (1841—1916) — генерал от инфантерии, герой Кавказской войны, выборгский и московский комендант, фотограф.

## Биография
Родился 27 декабря 1841 года, происходил из дворян Псковской губернии.
Образование получил в Павловском кадетском корпусе, откуда выпущен 13 июня 1862 года прапорщиком в Кавказскую гренадерскую артиллерийскую бригаду.
С самых первых дней своей службы Вишняков принимал участие в походах против горцев и за боевое отличие был представлен к ордену св. Георгия 4-й степени. В представлении было сказано:
Прапорщик Вишняков содействовал окончательному вооружению креп. Закаталы и, руководя всей артиллерией на верках, был главным виновником отличного действия орудий, в особенности двух батарей, на которые были направлены большие массы неприятеля, и которые расположены были на весьма низкой стенке, менее чем в рост человека. Частые и меткие выстрелы артиллерии, искусно управляемой этим распорядительным и храбрым офицером, наиболее содействовали к отбитию неприятеля.
Кавказская Георгиевская дума, составленная в Тифлисе из кавалеров ордена св. Великомученика и Победоносца Георгия, признала, что подвиг прапорщика Вишнякова не подходит под условия георгиевского статута, и поэтому не признала его достойным награждения этим орденом.
Главнокомандующий Кавказской армией великий князь Михаил Николаевич, препровождая военному министру журнал кавалерской думы, обсуждавший подвиги оказанные пятью офицерами во время бывших в Закатальском округе боёв (штабс-капитан И. М. Серафимович, прапорщик Г. С. Ганзиели, штабс-капитан А. Кейсерукский, подполковник Ф. А. Романов и прапорщик Е. П. Вишняков) для исходатайствования Высочайшего соизволения на награждение офицеров, указанных в журнале, отметил, что хотя дума и отказала в этой награде прапорщику Вишнякову, но он, со своей стороны, считает этого офицера вполне заслуживающим награждения орденом св. Георгия по следующим соображениям:
1) При малочисленности Закатальского гарнизона, причину удачного для русской армии исхода штурма крепости следует главным образом отнести к искусному и энергичному действию крепостной артиллерии; а заслуга в этом отношении преимущественно принадлежит прапорщику Вишнякову, который, несмотря на молодость и недавнюю службу, своей отличной распорядительностью и находчивостью способствовал тому, что по получении сведений о намерении Муртуза-Али штурмовать крепость, 13 крепостных орудий, лежавших на складе, были поставлены на вооружение и снаряжены для действия в течение нескольких часов; по приближении неприятеля, офицер этот лично руководил батареями и был основным руководителем их удачной стрельбы.
2) Кроме того, при штурме, когда мятежники подошли к самой крепостной стене и начали взбираться на неё, прапорщик Вишняков, подвергаясь ежеминутно явной опасности, отражал штурмующих, воодушевлял защитников на порученном ему участке обороны и своим поведением в это время приобрёл себе самую лестную репутацию и заслужил признательность всего гарнизона крепости.
Далее великий князь Михаил Николаевич писал:

Во внимание к вышеизложенному, Я, пользуясь правом, преставляемым Мне по силе 141 ст. II кн. II ч. св. воен. пост. и применяя подвиг прапорщика Вишнякова к 25-му пункту 126 ст. той же книги, прошу Ваше Превосходительство повергнуть на Высочайшее воззрение ходатайство Моё о пожаловании этому офицеру в награду на равне с поименованными выше 4 штаб- и обер-офицерами ордена св. Великомученика и Победоносца Георгия 4-го класса.
Ходатайство это Высочайше было утверждено 19 августа 1863 года и Вишняков был награждён орденом св. Георгия 4-й степени (№ 10221 по кавалерскому списку Григоровича — Степанова).
25 августа 1865 года Вишняков был произведён в подпоручики и далее получил чины поручика (29 августа 1867 года, с переводом в гвардейскую артиллерию), штабс-капитана (5 декабря 1870 года), капитана (30 августа 1877 года) и полковника (30 августа 1882 года, с зачислением в запас). За это время он был командиром роты в Павловском военном училище, где прослужил около семи лет, и затем состоял для особых поручений при инспекторе местных арсеналов
14 октября 1883 года Вишняков вернулся на службу и был назначен начальником Казанского пехотного юнкерского училища. В начале 1885 года он был переведён на должность начальника Санкт-Петербургского пехотного юнкерского училища. 3 марта 1894 года Вишняков получил в командование 86-й пехотный Вильманстрандский полк.
29 января 1898 года Вишняков был произведён в генерал-майоры и назначен командиром 2-й бригады 17-й пехотной дивизии. С 23 июня 1899 года командовал 2-й бригадой 4-й пехотной дивизии, после чего 8 апреля 1902 года получил в командование 53-ю пехотную резервную бригаду.
7 мая 1903 года Вишняков был назначен комендантом Выборгской крепости, 6 декабря 1904 года произведён в генерал-лейтенанты. 10 января 1909 года он был переведён на должность Московского коменданта, 10 апреля 1911 года за отличие по службе получил чин генерала от инфантерии. 31 декабря 1913 года назначен членом Александровского комитета о раненых.
Скончался в Петрограде 13 октября 1916 года, из списков исключён 1 ноября.

## Награды
Среди прочих наград Вишняков имел ордена
- Орден Святого Георгия 4-й степени (19 августа 1863 года)
- Орден Святого Станислава 3-й степени (1872 год)
- Орден Святого Станислава 2-й степени (1874 год)
- Орден Святой Анны 2-й степени (1878 год)
- Орден Святого Владимира 4-й степени (1885 год)
- Орден Святого Владимира 3-й степени (1888 год)
- Орден Святого Станислава 1-й степени (6 декабря 1901 года)
- Орден Святой Анны 1-й степени (1 января 1906 года)
- Орден Святого Владимира 2-й степени (1910 год)
- Орден Белого орла (6 декабря 1914 года)

- Австрийский орден Железной короны 2-й степени (1895 год)